# Деревенщики (деревня)
Дереве́нщики — деревня в Смоленской области России, в Дорогобужском районе. Расположена в центральной части области в 18 км к северо-востоку от Дорогобужа, в 13 км к востоку от Верхнеднепровского, в 6 км севернее автодороги Р134 «Старая Смоленская дорога» Смоленск — Дорогобуж — Вязьма — Зубцов. Население — 24 жителя (2007 год). Входит в состав Васинского сельского поселения.

## История
Известно как минимум с 1625 года (как деревня грунтовых казаков). Впоследствии (XIX век) недалеко от деревни появилась деревня Малые Деревнщики, в которой поселились беспоместные дворяне. В 1904 году обе деревни насчитывали около 350 жителей.